# Mill Brook (dopływ Long Pond)
Mill Brook (do 1 marca 1976 Horton Brook) – strumień (brook) w kanadyjskiej prowincji Nowa Szkocja, w hrabstwie Inverness, płynący w kierunku zachodnim i uchodzący do jeziora Long Pond; nazwa Horton Brook urzędowo zatwierdzona 29 kwietnia 1941.